# Robert Stawell Ball
Pour les articles homonymes, voir Ball.
Robert Stawell Ball (1er juillet 1840 - 25 novembre 1913) est un astronome irlandais qui a formalisé la cinématique du solide par le calcul des torseurs. Il est astronome royal d'Irlande à l'Observatoire Dunsink.

## Biographie
Il est le fils du naturaliste Robert Ball et d'Amelia Gresley Hellicar. Il est né à Dublin et fait ses études au Trinity College de Dublin où il remporte une bourse en 1859 et est modérateur principal en mathématiques et en sciences expérimentales et naturelles en 1861.
Ball travaille pour Lord Rosse de 1865 à 1867. En 1867, il devient professeur de mathématiques appliquées au Royal College of Science de Dublin. Là, il donne des conférences sur la mécanique et publie un manuel scolaire sur ce sujet.
En 1873, il devient membre de la Royal Society. En 1874, il est nommé astronome royal d'Irlande et professeur Andrews d'astronomie à l'université de Dublin à l'observatoire Dunsink.
Ball contribue à la cinématique en décrivant la liaison de pivot hélicoïdal avec The Theory of Screws (1876).
Ses travaux sur le mouvement hélicoïdal lui valent en 1879 la médaille Cunningham de l'Académie royale d'Irlande.
En 1882, Popular Science Monthly publie son article "A Glimpse through the Corridors of Time". L'année suivante, il publie son article en deux parties sur "Les limites de l'astronomie". Il est fait chevalier en 1886.
Ball expose les marées dans Time and Tide: a Romance of the Moon (1889). Il publie en 1891 The Cause of an Ice Age , et en 1892 An Atlas of Astronomy,.
En 1892, il est nommé Lowndean Professor of Astronomy and Geometry à l'Université de Cambridge en même temps qu'il devient directeur de l'Observatoire de Cambridge. Il est membre du King's College de Cambridge.
En 1900, Cambridge University Press publie A Treatise on the Theory of Screws ainsi que des ouvrages destinés à un public plus général, tels que The Story of the Heavens, publié pour la première fois en 1886. Très en vue, il est président de la Quaternion Society. Il est également président de l'Association mathématique en 1900.
En 1908, il publie A Treatise on Spherical Astronomy qui est un manuel sur l'astronomie à partir de la trigonométrie sphérique et de la sphère céleste, considérant la réfraction atmosphérique et l'Aberration de la lumière, et introduisant l'utilisation de base d'un instrument généralisé.
Son œuvre, The Story of the Heavens, est mentionnée dans le chapitre « Ithaque » d'Ulysse.
Ball est célèbre pour ses conférences populaires sur la science. Il donne environ 2500 conférences entre 1875 et 1910 dans des villes et des cités à travers la Grande-Bretagne et l'Irlande,. En 1881, 1887, 1892, 1898 et 1900, il est invité à prononcer la Royal Institution Christmas Lecture, Astronomy ; Astronomy et Great Chapters from the Book of Nature. 
Il est mort à Cambridge et est enterré à la paroisse de l'Ascension Burial Ground à Cambridge, avec sa femme, Lady Francis Elizabeth Ball.
La planète mineure 4809 Robertball est nommée en son honneur.